# Grießl
Grießl ist ein kleiner Ort im Pongauer Salzachtal, Land Salzburg, und gehört zur Gemeinde Werfen im Bezirk Sankt Johann (Pongau).

## Geographie
Werfen befindet sich etwa 13 km nördlich von St. Johann im Pongau und 6½ km nördlich von Bischofshofen, direkt südlich von Markt Werfen bei Pfarrwerfen. Der Ort liegt direkt an der Salzach linksufrig auf etwa 530 m ü. A., an der Mündung des Imlaubachs. Nordwestlich steht der Schwarzkogel (1410 m ü. A.), der nordöstliche Vorgrat des Hochkönigs, südwestlich das Auköpfls (1231 m ü. A.), der östlichen Klapf des Massivs schon bei Bischofshofen. Beim Ort mündet auch der Höllngraben, der Auköpfl und Hirschkogel (1486 m ü. A.) trennt. Auf der anderen Salzachseite erstreckt sich die Südabdachung des Tennengebirges. Direkt oberhalb auf der Hangterrasse zur Salzach liegt Imlau.
Die Ortsteile südlich des Imlaubachs (als Weiler klassiert) gehören zur Ortschaft Reitsam, die nördlichen (eine Rotte) zu Imlau – entsprechend auch die Adressen. Beide Teile liegen in der Katastralgemeinde Reitsam, zusammen um die 40 Adressen.
| Werfen Markt | Schlaming (Gem. Pfarrwerfen)                |                                            |
| Imlau        | Kompassrose, die auf Nachbargemeinden zeigt | Pfarrwerfen (Dorfwerfen, Gem. Pfarrwerfen) |
|              | Reitsam                                     |                                            |

## Wirtschaft und Infrastruktur
Grießl liegt direkt an der B 159 Salzachtal Straße passiert den Ort direkt (um km 39). Nördlich mündet seit 1976 der Zubringer der Anschlussstelle Werfen der A 10 Tauern Autobahn (Exit 43, Halbanschluss von und nach Salzburg), südlich zweigt die L 229 Werfenwenger Straße nach Werfenweng ab. Dort ist beim Ort Dorfwerfen auch die Anschlussstelle Pfarrwerfen der A 10 angeschlossen (Exit 43, von und nach Villach).

Bei Pfarrwerfen direkt an der Salzachbrücke der L 229 liegt auch die Haltestelle Pfarrwerfen der Salzburg-Tiroler-Bahn.
Im Bereich des Autobahnzubringers hat sich ein kleines Gewerbegebiet (Gewerbegebiet Grießl) entwickelt, 
Von Grießl führt ein Wanderweg über die Imlau hinauf auf den Hochkönig und zum Matrashaus (über den  Schwarzkogel, wo der Nordalpenweg WW 01 von Werfen heraufkommt). Die Variante 01A führt über Oberschwabegg am Auköpfl in die Hölln und passiert die hochalpinen Teile des Hochkönigstockes südlich (Arthurhaus über Grünmaißalm oder Mitterfeldalm).